# 鈴原すず
鈴原 すず（すずはら すず、2005年〈平成17年〉9月4日 - ）は、日本のグラビアアイドル。本名及び出身地は非公開。

## 略歴
デビュー前にホリプロのマネージャーが撮影し、アクターの姿を見ることができる公式Instagram「ホリプロActor」にて名前を募集。また「名前調整中」というアカウント名のInstagramも開設した。
2023年1月30日発売の『週刊ヤングマガジン』で芸名を発表し、鈴原すずとしてグラビアデビューした。集英社『週刊プレイボーイ』では2023年2月発売のNo.8・9で初登場したほか、7月のNo.32までに3度登場するなど同誌では「シンデレラガール」と称されている。同年10月27日、初となる写真集を発売。発売イベントでは憧れのアイドルで事務所の先輩でもある沢口愛華からサプライズ動画メッセージが届けられた。

## 人物
- 現役の女子高生としてデビュー。デビューが水着グラビアとなったのは、人生設計の分岐を考える中で「高校生のうちはできるだけグラビアをやりたいと思ったから。」と話している[6]。
- 趣味はサッカー観戦（サッカー審判員3級資格所持[9][6]）、グラビア鑑賞、漫画鑑賞（特にサッカー漫画）[10]、ゲーム、映画・アニメ鑑賞。
- 特技は書道、百人一首、柔軟。
- 前述のように沢口愛華のファンで、グラビアに興味を持つきっかけとなった[11]。デビュー前には沢口の写真集イベントなどにも参加している[8]。
- 将来の夢は様々な雑誌の表紙を飾ることとサッカー関連の仕事をすること[10]。中学の卒業文集でも「グラビアの仕事をして頂点を取ります」と記述していた[8]。
- 好きなサッカーチームは日本国内だとFC東京。海外のチームだとFCバルセロナのファンだと公言している[12]。
- FC東京の中だと特に松木玖生選手のファンだと語っている[13][14]。2023年11月19日放送のラブ!!Jリーグでは番組にゲスト出演した鈴原すずに松木玖生本人から鈴原に対して応援のVTRメッセージがサプライズで届き、鈴原が感激する様子も放送された。
- FC東京ファンになったきっかけは両親が二人ともFC東京のサポーターであった為、鈴原すずも物心ついた頃から自然とFC東京を応援するようになったとのことである。
- 『名探偵コナン』の大ファンであり、原作者である青山剛昌氏の故郷、鳥取県に出向き通称コナンミュージアムと呼ばれる『青山剛昌ふるさと館』にも訪れている[15]。また、鈴原のファースト写真集の撮影もコナンファンである鈴原本人の希望によりこの鳥取県で撮影が行われた[16]。また、この1st写真集の中にも青山剛昌ふるさと館で撮られた写真が数枚収められている。
- 今後の夢、目標はサッカーに関する仕事をたくさんすることと、サッカー番組に出ること。その為にサッカーの審判員の資格も取得したと語っている[12][17]。

## 書籍

### デジタル写真集
- 私の名前は“鈴原すず”です。（2023年2月6日、週刊プレイボーイ）[18]
- 凛として、咲く（2023年3月10日、講談社）[19]
- マイリトルガール～prologue～（2023年4月17日、週刊プレイボーイ）[20]
- Summer Cinderella スピ/サン グラビアフォトブック（2023年6月12日、小学館）[21]
- NEXT推しガール！1 ヤンマガデジタル写真集（2023年6月16日、講談社）[22]
- NEXT推しガール！2 ヤンマガデジタル写真集（2023年6月16日、講談社）[23]
- NEXT推しガール！3 ヤンマガデジタル写真集（2023年6月16日、講談社）[24]
- NEXT推しガール！4 ヤンマガデジタル写真集（2023年6月16日、講談社）[25]
- NEXT推しガール！1～4 ヤンマガデジタル写真集（2023年6月16日、講談社）[26]
- 17歳は初心（うぶ）だから（2023年6月20日、光文社）[27]
- スペシャル・サマー・タイム（2023年7月24日、週刊プレイボーイ）[28]
- 風の音色（2023年9月1日、講談社）[29]
- 「青夏」と書いて「せいしゅん」と読む。（2023年12月26日、主婦の友社）[30]
- ヤンマガアザーっす！<YM2023年42号未公開カット>（2024年1月5日、講談社）[31]
- 鈴原すず×フットボールネーション whistle スペリオールデジタル写真集（2024年1月26日、小学館）[32]

### 写真集
- すずのゆめ（2023年10月27日、小学館）[7]ISBN 9784096824450